# Danny Kirwan
Pour les articles homonymes, voir Kirwan.
Daniel David Kirwan, dit Danny Kirwan, né le 13 mai 1950 à Brixton et mort le 8 juin 2018 à Londres, est un chanteur, auteur et guitariste britannique, connu pour sa participation au groupe de blues et rock Fleetwood Mac de 1968 à 1972.

## Discographie
La plus grande partie de la discographie de Danny Kirwan a été réalisée en tant que membre du groupe Fleetwood Mac. En carrière solo, il a réalisé les albums suivants :
- Second Chapter (DJM 1975)
- Midnight in San Juan (DJM 1976) - sorti aux États-Unis sous le titre Danny Kirwan
- Hello There Big Boy! (DJM 1979)
- Ram Jam City (Mooncrest 2000) – enregistré au milieu des années 1970 en tant que démo de l'album Second Chapter